# Vyšná Pisaná
Vyšná Pisaná é um município da Eslováquia, situado no distrito de Svidník, na região de Prešov. Tem 9,5 km² de área e sua população em 2018 foi estimada em 68 habitantes.

## Demografia
| Ano:        | 1994 | 2004    | 2014   | 2024   |
| ----------- | ---- | ------- | ------ | ------ |
| Broj ljudi: | 61   | 81      | 73     | 74     |
| Razlika:    |      | +32,78% | -9,87% | +1,36% |

| Ano:               | 2023 | 2024   |
| ------------------ | ---- | ------ |
| Número de pessoas: | 75   | 74     |
| Diferença:         |      | -1,33% |